# Acroriesis ignifusa
Acroriesis ignifusa là một loài bướm đêm trong họ Noctuidae.